# Bottom of the Ocean (canción)
«Bottom of The Ocean» —en español: «Fondo del océano»— es una canción interpretada por la cantante y compositora estadounidense Miley Cyrus e incluida en su segundo álbum de estudio, Breakout, de 2008. Cyrus la compuso y produjo junto a Antonina Armato y Tim James. Es una balada contemporánea que presenta influencias de música minimalista y al pop, y una instrumentación basada en guitarras eléctricas y bajo; su letra relata una historia de amor relacionada con el océano.
Luego del lanzamiento del álbum, la pista recibió comentarios en su mayoría mixtos por parte de los críticos. A pesar de no ser lanzada como sencillo, el 22 de julio de 2008 «Bottom of The Ocean» fue lanzada mediante un Airplay en las radios estadounidenses y se distribuyó su venta en formato digital. Cyrus presentó la canción en numerosos escenarios, tales como los Disney Channel Games, Good Morning America y The Today Show, también fue agregada al repertorio de su segunda gira musical, Wonder World Tour.

## Antecedentes y composición

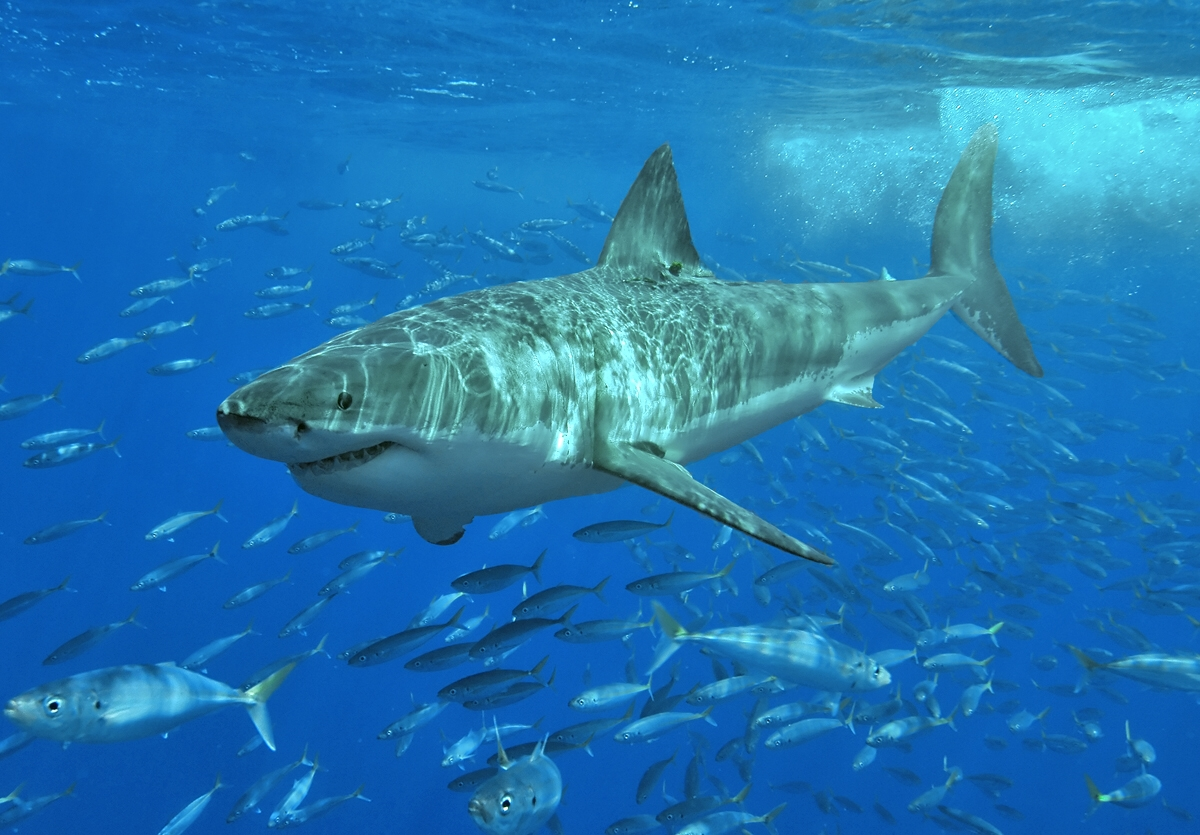
La producción de la pista incluye sonidos del océano.

Miley Cyrus, Antonina Armato y Tim James escribieron y produjeron «Bottom of The Ocean». Las sesiones de grabación estuvieron a cargo de Pete Anderson en los estudios HP Studios, Portland, Estados Unidos, quien también se encargó de la remezcla de Breakout en los estudios Annetenna en Londres, Inglaterra. A pesar de no ser lanzada como sencillo, la pista tuvo un Airplay el 22 de julio de 2008 en las radios estadounidenses. También se distribuyó de forma individual para su venta en formato digital.
«Bottom of The Ocean» es una balada contemporánea que refleja influencias hacia la música minimalista, así como a los géneros pop, techno y rythm and blues. Su producción incluye guitarras eléctricas, piano y bajo, además de contar con sonidos reales del océano. Según las partituras publicadas por Sony/ATV Music Publishing en el sitio Musicnotes, «Bottom of The Ocean» se encuentra en un tempo Moderately slow de 76 pulsaciones por minuto. Está compuesta en la tonalidad de fa sostenido menor, mientras que la voz de Cyrus abarca un registro desde la3 hasta si4.
Según declaraciones de Cyrus en su autobiografía Miles to Go, la canción surgió cuando ella tenía 11 años de edad y la principal inspiración de «Bottom of The Ocean» fue la muerte del pez que tenía como mascota. También añadió que el tema cambió radicalmente después de que ella comenzara a escribir la letra de la canción.

## Recepción

### Recepción a la crítica

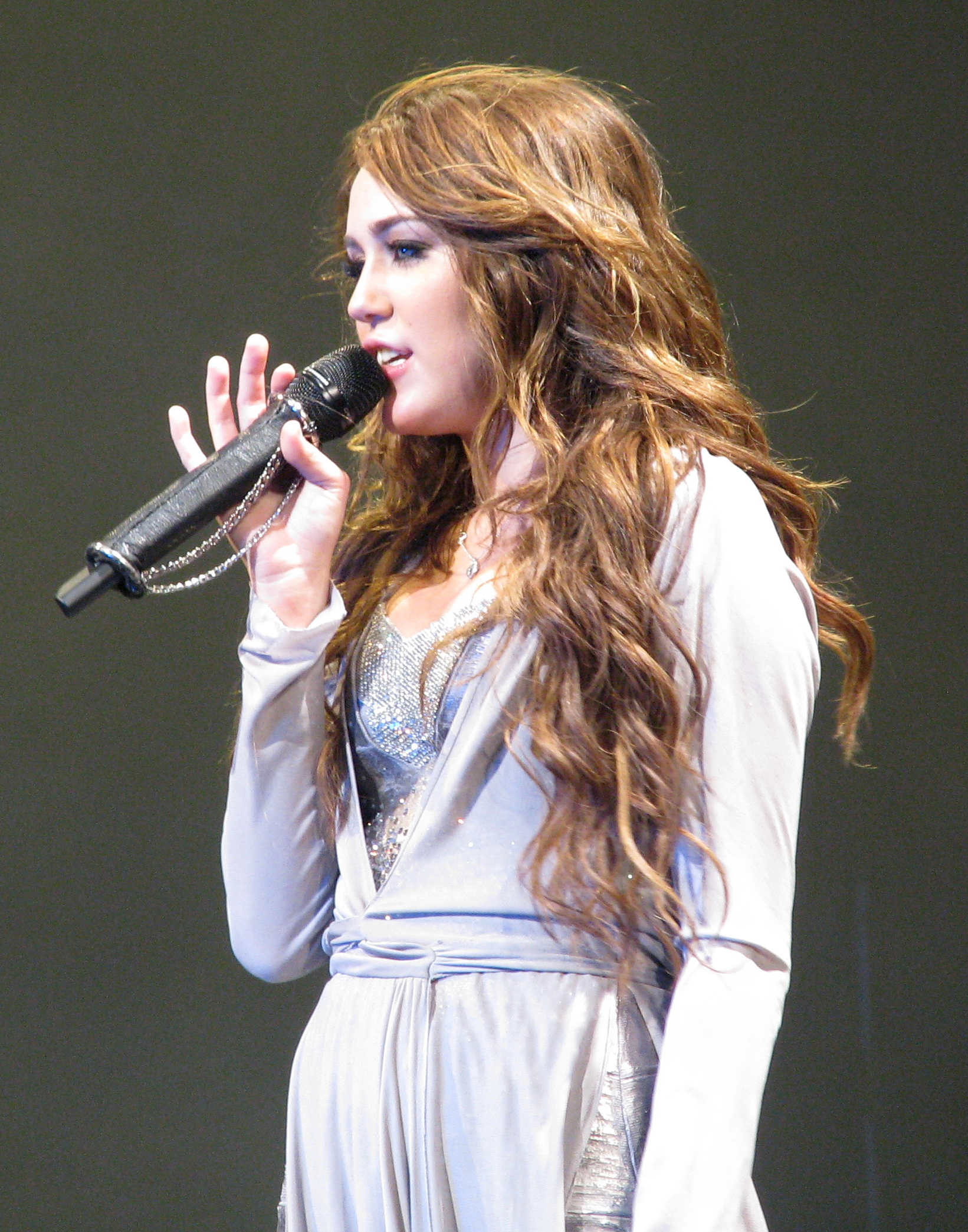
Cyrus interpretando «Bottom of The Ocean».

«Bottom Of The Ocean» recibió comentarios mixtos por parte de los críticos de música contemporánea. El escritor y crítico Heather Phares de Allmusic en su revisión de Breakout comentó que: «la canción es tan fina y conmovedora que podría ser un éxito en la radio». Por otro lado, el editor Mike Thomsen de Imagine Games Network describió la pista como «otra canción de enamorados de escuela primaria». De acuerdo con la escritora Sarah Rodman del diario The Boston Globe, «Breakout» es «una canción pop soul» y Ben Ratliff escribiendo para el diario estadounidense The New York Times, dijo que «Bottom Of The Ocean es una pista fresca de slow-jam».
Por otra parte, el escritor Diego Mancusi de Rolling Stone Argentina hizo una revisión track by track del álbum, donde añadió que: «Miley se mete en la piel del Milli Vanilli que todavía no se murió (¿Miley Vanilli?) para ofrecernos una balada R&B que, a fin de cuentas, deja un sabor de boca extraño,
como meterse al gañote una cucharada de talco». Por su parte, Kerri Mason de la revista Billboard comentó que: «Cyrus, quien escribió todas las canciones de Breakout excepto dos, invoca a todas las Wilson Phillips con la pista Bottom Of The Ocean».

## Presentaciones en vivo
«Bottom Of The Ocean» fue interpretada por primera vez el 8 de mayo de 2008 durante una emisión de los Disney Channel Games. También fue cantada durante la participación de Cyrus en el programa Good Morning America junto al sencillo «7 Things». El 26 de julio de 2008, «Bottom Of The Ocean» fue interpretada junto a «See You Again», «Breakout» y «7 Things» en una emisión del programa The Today Show en la Rockefeller Plaza, en Manhattan, Nueva York, donde Cyrus fue partícipe en la serie de conciertos del verano de 2008.
Por otro lado, la pista fue agregada al repertorio del Wonder World Tour, la segunda gira musical de la cantante. Era interpretada junto a una escenografía estilo acuática, donde Cyrus vestía un vestido entallado color plateado. Al final de la canción, Cyrus abandonaba el escenario y en las pantallas aparecía una simulación de la cantante bajo el agua. Lael Loewenstein de Variety señaló que en la interpretación de la canción el 22 de septiembre en el Staples Center, en Los Ángeles, California, «Cyrus lucía como Afrodita junto a las imágenes del mar en las pantallas».

## Formatos
- Descarga digital

| «Bottom Of The Ocean» |                       |          |  |
| N.º                   | Título                | Duración |  |
| 1.                    | «Bottom Of The Ocean» | 3:15     |  |

## Historial de lanzamientos
| País           | Fecha               | Formato                         | Discográfica      |
| -------------- | ------------------- | ------------------------------- | ----------------- |
| Estados Unidos | 22 de julio de 2008 | Emisión radial Descarga digital | Hollywood Records |

## Créditos y personal
- Voz principal: Miley Cyrus
- Coros: Windy Wagner
- Letra: Miley Cyrus, Antonina Armato, Tim James
- Guitarra eléctrica:  Aaron Dudle, Tim Pierce
- Bajo: Sean Hurley
- Percusiones: Parker Jayne, Devrim Karaoglu, Steve Hammons
- Producción: Armato, James

Fuente: